# CC-115
La CC-115 es una carretera perteneciente a la Red Secundaria de la Diputación Provincial de Cáceres que une carretera  CC-114  con el Límite de la C. A. de Castilla y León en la provincia de Caceres
Su denominación oficial es "Carretera de Descargamaría (CC-114) a límite con Salamanca (a Martiago) por Robledillo de Gata".

## Historia de la carretera
Esta carretera está formada por las antiguas carreteras CC-7.1 y CC-7.2 que fueron renombradas en el cambio del catálogo de Carreteras de la Diputación Provincial de Cáceres en el año 2022.